# Гад
 Тази статия е за семитското божество.  За библейския пророк вижте Гад (пророк).  За американския актьор вижте Джош Гад.
Гад е семитско божество на щастието, известно от арамейски и арабски източници, както и от няколко споменавания в Библията. Така в Книга на пророк Исаия се осъждат евреите, които почитат Гад и божеството на съдбата Мени.[Ис. 65:11]